# Imparfait
Imparfait (фр. imparfait ([ɛ̃.paʁ.ˈfɛ])) — тип передачи прошедшего времени глагола во французском языке. Употребляется для выражения действия, имевшего место в прошлом, но не завершенного. Imparfait близок по смыслу английскому Past Continuous.

## Образование Imparfait
К основе глагола в 1-м лице мн.ч. настоящего времени добавляются следующие окончания: -ais, -ais, -ait, -ions, -iez, - aient.
Примеры:
| I группа (donner) | II группа (finir) | III группа (savoir) |
| ----------------- | ----------------- | ------------------- |
| Je donnais        | Je finissais      | Je savais           |
| Tu donnais        | Tu finissais      | Tu savais           |
| Il donnait        | Il finissait      | Il savait           |
| Nous donnions     | Nous finissions   | Nous savions        |
| Vous donniez      | Vous finissiez    | Vous saviez         |
| Ils donnaient     | Ils finissaient   | Ils savaient        |

## Исключения
Глагол être (быть) получает основу ét- и в Imparfait спрягается следующим образом:
J'étais
Tu étais
Il était
Nous étions
Vous étiez
Ils étaient